# Leiotulus kotschyi
Leiotulus kotschyi är en flockblommig växtart som först beskrevs av Pierre Edmond Boissier, och fick sitt nu gällande namn av Pimenov och T.A.Ostroumova. Leiotulus kotschyi ingår i släktet Leiotulus och familjen flockblommiga växter. Inga underarter finns listade i Catalogue of Life.